# Nikolai Iwanowitsch Birjukow (Generalleutnant)
Nikolai Iwanowitsch Birjukow (russisch: Николай Иванович Бирюков, * 6. Dezember 1901 in der Oblast Lipezk; † 30. Juni 1980 in Moskau) war ein sowjetischer Offizier, zuletzt im Rang eines Generalleutnants (mit Gardestatus). Zudem wurde ihm am 28. April 1945 der Titel Held der Sowjetunion verliehen.

## Leben
Birjukow wurde in Knjashaja Baygora (Bezirk Grjasinsk), einem Dorf in der Region Lipezk geboren und erhielt eine nur unvollständige Schulausbildung, ehe er seine erste Arbeit in einem Verlag in Petrograd aufnahm.

### Frühe Militärkarriere
Im März 1920 wurde er während des Bürgerkrieges eingezogen und zunächst dem 32. Reserve-, sodann dem 20. Schützenregiment zugeteilt. Im Dezember 1920 nahm er an einem Kurs für Maschinengewehr-Schützen teil und war im Anschluss an der Niederschlagung des Bauernaufstand von Tambow beteiligt.
Ab September 1922 diente er im 56. Schützenregiment/19. Schützendivision zunächst als Zugführer, in der Folge als Kompanieunteroffizier, Bataillonsadjutant, und zuletzt als stellvertretender Kompanieführer und amtierender Kompaniechef.
1925 trat er der Partei der Bolschewiki bei und wechselte im Oktober 1925 zum 165. Schützenregiment der 55. Schützendivision, wo er zunächst Kompaniechef und dann Bataillonskommandeur wurde. Zwischen Oktober 1926 und August 1927 absolvierte er einen Kurs an der Moskauer Infanterieschule.
Im November 1930 begann er einen Schützenkurs, welcher bis Juni 1931 dauerte. Im Anschluss wurde Birjukow im Generalstab der Sowjetarmee verwendet und im Februar 1935 zum Kommandeur des 219. Schützenregiments der 73. Schützendivision ernannt. Kurz nach dieser Ernennung nahm er am Spanischen Bürgerkrieg teil.

### Beförderungen
- Major (24. Dezember 1935)
- Oberst (22. Februar 1938)
- Kombrig (4. November 1939)
- Generalmajor (4. Juni 1940)
- Generalleutnant (19. April 1945)

### Im Vaterländischen Krieg
Im Februar 1939 wurde er zum Kommandeur der 186. Schützendivision ernannt, welche zu Beginn des Deutsch-Sowjetischen Krieges der 22. Armee unterstellt wurde. Am 12. September 1941 wurde er während Kampfhandlungen verwundet und musste in der Folge über zwei Monate behandelt werden.
Im Dezember 1941 wurde er mit der Aufstellung der 214. Schützendivision beauftragt, welche er im Juli 1942 nach Stalingrad verlegte und mit welcher am 22. November im Verband der 24. Armee bei der Operation Uranus in die Offensive überging. Im weiteren Kriegsverlauf wurde er am 23. Juni 1943 zum Kommandeur des 20. Garde-Schützenkorps ernannt (wobei er kurzzeitig vom 3. bis 30. Juli 1943 als Kommandeur der 80. Garde-Schützendivision eingesetzt war), mit welchem er im Verband der 4. Gardearmee bis 1945 an der Belgorod-Charkower, Budapester und Wiener Operation beteiligt war. Das Korps erhielt für sein Mitwirken an der Einnahme Budapests den Ehrennamen „Budapest“.
An der berühmten Moskauer Siegesparade von 1945 nahm Birjukow im Range eines Generalleutnants mit Gardestatus als Kommandeur des Kombinierten Regiments der 3. Ukrainischen Front teil.
Zwischen März 1946 und Januar 1947 absolvierte er einen Generalstabskurs an der Höheren Militärakademie der RABA „K.J. Woroschilow“ und wurde dann bis zu seiner Pensionierung in hohen Führungspositionen im Personalwesen verwendet.
Im Juli 1953 wurde Birjukow in den Ruhestand entlassen, sein Grab liegt auf dem Kunzewoer Friedhof.

## Sohn
Sein Sohn, Anatoli Nikolajewitsch Birjukow, wurde 1979 nach einer Verurteilung zum Tode erschossen, weil er im September und Oktober 1977 insgesamt mindestens fünf Babys umgebracht hatte. Der Fall wurde jedoch, u. a. mit Rücksicht auf das Ansehen seines Vaters, nicht öffentlich gemacht.

## Auszeichnungen
- Held der Sowjetunion (28.4.1945, Verleihungsnummer 4970)
- Zwei Leninorden (21.2.1945; 28.4.1945)
- Vier Rotbannerorden (2.3.1938; 14.02.1943; 3.11.1944; 19.11.1951)
- Zwei Suworow-Orden, 2. Klasse (13.9.1944; 29.6.1945)
- Kutusoworden, 2. Klasse (10.1.1944)
- Ehrenzeichen der Sowjetunion (22.2.1938)
- Legion of Merit (1945)
- Verdienstorden der Ungarischen Volksrepublik
- Ehrenbürger dreier Städte

## Veröffentlichungen
- 200 Tage in Schlachten - Wolgograd, 1963.
- Harte Wissenschaft zum Sieg / Lit. Redaktion N. S. Winokurow. - Moskau: Voenizdat, 1968. - S. 272. - (Militärische Memoiren). - 100 000 Exemplare.
- An den feurigen Grenzen - Die 214. Krementschug-Alexandria-Schützendivision. - Ufa: Bashknigoizdat, 1969. - 192 S.- 2. Aufl. - Wolgograd: Nizhne-Volzhskoe kn. izdvo, 1972. - 255 S.
- Tage und Nächte // Die Schlacht um Stalingrad. 4. Auflage - Wolgograd: Nizhne-Volzhskoe Buchausgabe, 1973. - S. 460-465.
- Über die Annäherung an Budapest // „Militärhistorische Zeitschrift“. - 1965/Nr. 3. - S. 87-94.